# Adolfo Federico I di Meclemburgo-Schwerin
Adolfo Frederick I di Meclemburgo-Schwerin (Schwerin, 15 dicembre 1588 – Schwerin, 27 febbraio 1658) fu Duca di Meclemburgo-Schwerin dal 1592 sino alla sua morte.

## Biografia
Egli era figlio di Giovanni VII di Meclemburgo-Schwerin (7 marzo 1558 - 22 marzo 1592) e di Sofia di Holstein-Gottorp (1º giugno 1569 - 14 novembre 1634), figlia del Duca Adolfo di Holstein-Gottorp (1526-1586) e di sua moglie, Cristina d'Assia (1543-1604).
In un primo tempo Adolfo Federico e suo fratello Giovanni Alberto regnarono entrambi, sotto la tutela dello zio Ulrico III di Meclemburgo-Güstrov e di Carlo I di Meclemburgo (zio del padre). I due fratelli presero possesso dei loro titoli il 16 aprile 1608, ed alla morte di Carlo I il 22 luglio 1610 ottennero anche il governo del Meclemburgo-Güstrow.
Nel 1621 il ducato del Meclemburgo venne formalmente diviso tra i due fratelli, con Adolfo Federico che governava il Meclemburgo-Schwerin e Giovanni Alberto il Meclemburgo-Güstrow. Durante la Guerra dei Trent'anni, Alberto di Wallenstein rovesciò i ducati e ne prese possesso personale dal 1627 al 1631, dal momento che era segretamente schierato con Cristiano IV di Danimarca. I duchi vennero restaurati dagli svedesi.

## Matrimoni e discendenza

### Primo Matrimonio
Sposò, il 4 settembre 1622, Anna Maria (23 giugno 1601-5 febbraio 1634), figlia del conte Enno III della Frisia orientale e di Anna di Holstein-Gottorp. Ebbero otto figli:
- Cristiano Ludovico (1623-1693);
- Sofia Agnese (1625-1694);
- Carlo (1626-1670);
- Anna Maria di Mecleburgo-Schwerin (1627-1669), sposò Augusto di Sassonia-Weißenfels;
- Giovanni Giorgio (1629-1675), duca di Meclemburgo-Mirow;
- Gustavo Rodolfo (1632-1670), duca di Meclemburgo-Schwerin.

### Secondo Matrimonio
Sposò, nel 1635, Maria Caterina (10 giugno 1616-1º luglio 1665), figlia del duca Giulio Ernesto di Brunswick-Dannenberg e di Maria dell'Osterfriesland. Ebbero undici figli:
- Giuliana Sibilla (1636-1701);
- Federico (1638-1688), padre di Federico Guglielmo, Carlo Leopoldo e Cristiano Ludovico II;
- Cristina (1639-1693);
- Bernardo Sigismondo (1641);
- Augusta (1643-1644);
- Maria Elisabetta (1646-1713);
- Anna Sofia (1647-1726), sposò Giulio Sigismondo di Württemberg-Juliusburg;
- Adolfo Ernesto (1650-1651);
- Filippo Luigi (1652-1655);
- Enrico Guglielmo (1653);
- Adolfo Federico II (1658-1708), duca di Meclemburgo-Strelitz.

## Ascendenza
|                                            |                         |                                 | Genitori                          |  |  | Nonni |  |  | Bisnonni                           |  |  | Trisnonni                         |  |
|                                            |                         |                                 |                                   |  |  |       |  |  | Alberto VII di Meclemburgo-Güstrow |  |  | Magnus II di Meclemburgo-Schwerin |  |
|                                            |                         |                                 |                                   |  |  |       |  |  | Alberto VII di Meclemburgo-Güstrow |  |  | Magnus II di Meclemburgo-Schwerin |  |
|                                            |                         | Sofia di Pomerania-Wolgast      |                                   |  |  |       |  |  | Alberto VII di Meclemburgo-Güstrow |  |  |                                   |  |
| Giovanni Alberto I di Meclemburgo-Schwerin |                         |                                 |                                   |  |  |       |  |  | Alberto VII di Meclemburgo-Güstrow |  |  |                                   |  |
|                                            |                         | Anna di Brandeburgo             | Gioacchino I di Brandeburgo       |  |  |       |  |  |                                    |  |  |                                   |  |
|                                            |                         | Anna di Brandeburgo             | Gioacchino I di Brandeburgo       |  |  |       |  |  |                                    |  |  |                                   |  |
|                                            |                         | Anna di Brandeburgo             | Elisabetta di Danimarca           |  |  |       |  |  |                                    |  |  |                                   |  |
| Giovanni VII di Meclemburgo-Schwerin       |                         | Anna di Brandeburgo             |                                   |  |  |       |  |  |                                    |  |  |                                   |  |
|                                            |                         | Alberto I di Prussia            | Federico I di Brandeburgo-Ansbach |  |  |       |  |  |                                    |  |  |                                   |  |
|                                            |                         | Alberto I di Prussia            | Federico I di Brandeburgo-Ansbach |  |  |       |  |  |                                    |  |  |                                   |  |
|                                            |                         | Alberto I di Prussia            | Sofia di Polonia                  |  |  |       |  |  |                                    |  |  |                                   |  |
| Anna Sofia di Prussia                      |                         | Alberto I di Prussia            |                                   |  |  |       |  |  |                                    |  |  |                                   |  |
|                                            |                         | Dorotea di Danimarca            | Federico I di Danimarca           |  |  |       |  |  |                                    |  |  |                                   |  |
|                                            |                         | Dorotea di Danimarca            | Federico I di Danimarca           |  |  |       |  |  |                                    |  |  |                                   |  |
|                                            |                         | Dorotea di Danimarca            | Anna del Brandeburgo              |  |  |       |  |  |                                    |  |  |                                   |  |
| Adolfo Federico I di Meclemburgo-Schwerin  |                         | Dorotea di Danimarca            |                                   |  |  |       |  |  |                                    |  |  |                                   |  |
|                                            | Federico I di Danimarca | Cristiano I di Danimarca        |                                   |  |  |       |  |  |                                    |  |  |                                   |  |
|                                            | Federico I di Danimarca | Cristiano I di Danimarca        |                                   |  |  |       |  |  |                                    |  |  |                                   |  |
|                                            | Federico I di Danimarca | Dorotea di Brandeburgo-Kulmbach |                                   |  |  |       |  |  |                                    |  |  |                                   |  |
| Adolfo di Holstein-Gottorp                 | Federico I di Danimarca |                                 |                                   |  |  |       |  |  |                                    |  |  |                                   |  |
|                                            |                         | Sofia di Pomerania              | Boghislao X di Pomerania          |  |  |       |  |  |                                    |  |  |                                   |  |
|                                            |                         | Sofia di Pomerania              | Boghislao X di Pomerania          |  |  |       |  |  |                                    |  |  |                                   |  |
|                                            |                         | Sofia di Pomerania              | Anna Jagellona                    |  |  |       |  |  |                                    |  |  |                                   |  |
| Sofia di Holstein-Gottorp                  |                         | Sofia di Pomerania              |                                   |  |  |       |  |  |                                    |  |  |                                   |  |
|                                            |                         | Filippo I d'Assia               | Guglielmo II d'Assia              |  |  |       |  |  |                                    |  |  |                                   |  |
|                                            |                         | Filippo I d'Assia               | Guglielmo II d'Assia              |  |  |       |  |  |                                    |  |  |                                   |  |
|                                            |                         | Filippo I d'Assia               | Anna di Meclemburgo-Schwerin      |  |  |       |  |  |                                    |  |  |                                   |  |
| Cristina d'Assia                           |                         | Filippo I d'Assia               |                                   |  |  |       |  |  |                                    |  |  |                                   |  |
|                                            |                         | Cristina di Sassonia            | Giorgio di Sassonia               |  |  |       |  |  |                                    |  |  |                                   |  |
|                                            |                         | Cristina di Sassonia            | Giorgio di Sassonia               |  |  |       |  |  |                                    |  |  |                                   |  |
|                                            |                         | Cristina di Sassonia            | Barbara Jagellona                 |  |  |       |  |  |                                    |  |  |                                   |  |
|                                            |                         | Cristina di Sassonia            |                                   |  |  |       |  |  |                                    |  |  |                                   |  |